# Ponto de Fermat

Construção do primeiro centro isogônico.

Em geometria o ponto de Fermat de um triângulo, também chamado de ponto de Torricelli, é o ponto tal que a distância total dos três vértices do triângulo até esse ponto é a menor possível (i.e. a soma das distâncias deste ponto aos vértices é mínima). Ele é assim chamado porque o problema de encontrá-lo foi levantado por Fermat em uma carta particular endereçada a Evangelista Torricelli, que o resolveu.

## Observações
Considere um ponto P no interior de um triângulo ABC e os comprimentos dos segmentos PA, PB e PC.
Para que a soma PA + PB + PC seja a mínima possível, o ponto P deverá estar localizado de tal modo que ele ''enxergue'' os lados do triângulo sob ângulos de 120°.
Como se pode observar na figura A , os pontos N, P e C estão alinhados. O Ponto de Fermat pode ser obtido na intersecção dos segmentos que ligam cada vértice do triângulo ao vértice do triângulo equilátero construído sobre o lado oposto.

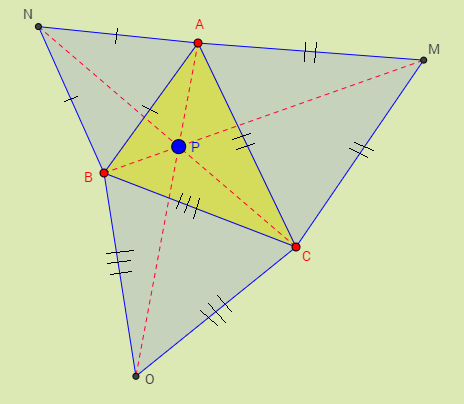
Figura A